# Karl von Kirchbach auf Lauterbach
Karl Graf von Kirchbach auf Lauterbach (Đunđuš, 20. svibnja 1856. – Scharnstein, 20. svibnja 1939.) je bio austrougarski general i vojni zapovjednik. Tijekom Prvog svjetskog rata zapovijedao je s više armija na Istočnom i Talijanskom bojištu. 

## Vojna karijera
Karl von Kirchbach rođen je 20. svibnja 1856. u Đunđušu u vojničkoj obitelji. S jedanaest godina počeo je pohađati kadetsku školu u St. Pöltenu, nakon čega je pohađao Terezijansku vojnu akademiju u Bečkom Novom Mjestu koju je završio 1875. godine. Od 1881. godine pohađa Vojnu akademiju u Beču koju završava 1875. godine nakon čega s činom satnika služi u Glavnom stožeru. Od svibnja 1891. služi u 9. dragunskoj pukovniji, dok je u studenom 1893. promaknut u čin bojnika, te služi u stožeru XV. korpusa. Od 1895. načelnik je stožera konjičke divizije smještene u Stanislavu, nakon čega od 1897. služi u 1. dragunskoj pukovniji. U travnju 1899. postaje načelnikom stožera III. korpusa, dok je u svibnju te iste godine unaprijeđen u pukovnika. U travnju 1901. postaje zapovjednikom 5. dragunske pukovnije koju dužnost obavlja do 1904. kada dobiva zapovjedništvo nad 12. konjičkom brigadom. 
U studenom 1905. promaknut je u čin general bojnika, dok 1907. dobiva zapovjedništvo nad 10. konjičkom brigadom smještenom u Beču koju dužnost obavlja do 1909. kada postaje zapovjednikom 1. konjičke divizije sa sjedištem u Temišvaru. U svibnju 1910. unaprijeđen je u čin podmaršala, dok u ožujku 1911. postaje glavnim konjičkim inspektorom austrijske komponente austrougarske vojske koju dužnost obavlja do početka Prvog svjetskog rata. Prije početka rata, u svibnju 1914., promaknut je u čin generala konjice.

## Prvi svjetski rat
Na početku Prvog svjetskog rata Kirchbach postaje zapovjednikom I. korpusa koji se na Istočnom bojištu nalazio u sastavu 1. armije kojom je zapovijedao Viktor Dankl. Prvi korpus se nalazio na lijevom krilu 1. armije, te je Kirchbach zapovijedajući istim sudjelovao u austrougarskoj pobjedi u Bitci kod Krasnika za što je i odlikovan. Kada se 1. armija zbog ruske ofenzive morala povlačiti, s I. korpusom čuva njenu odstupnicu. Tijekom borbi u rujnu 1914. 
sa svojim korpusom dosiže Ivangorod, te postaje zapovjednikom novoformirane Armijske grupe Kirchbach koja je držala položaje južno od Visle. U svibnju 1915. sudjeluje u ofenzivi Gorlice-Tarnow. U navedenoj ofenzivi uspostavlja mostobran kod Sokala, te prodire do Dubna za što je i odlikovan.

Nakon što je Viktor Dankl zbog ulaska Italije u rat na strani Antante morao biti premješten na novoformirano Talijansko bojište, u svibnju 1915. privremeno na mjesec dana preuzima zapovjedništvo nad 1. armijom. S I. korpusom u ožujku 1916. premješten je na Talijansko bojište kako bi sudjelovao u Tirolskoj ofenzivi. U navedenoj ofenzivi povjeren mu je odlučujući zadatak proboja talijanskih položaja u čemu zbog superiornosti talijanskih snaga i loše topničke pripreme nije uspio. Kada je Brusilovljeva ofenziva zaprijetila probojem fronta s I. korpusom ponovno je vraćen na Istočno bojište. Prvi korpus držao je položaje istočno od Stanislava, te trebao spriječiti ruski prodor u Mađarsku u čemu je uspio.
U rujnu 1916. preuzima zapovjedništvo nad 7. armijom zamijenivši na tom mjestu Karla von Pflanzer-Baltina. Opet je imao defenzivni zadatak da spriječi rusku ofenzivu koja je imala cilj da oslabi pritisak na Rumunjsku koja je ohrabrena uspjehom Brusilovljeve ofenzive ušla u rat na strani Antante. Kirchbach je u tome uspio, te je 1. studenog 1916. unaprijeđen u čin general pukovnika. U međuvremenu, u listopadu 1916. postao je zapovjednikom 3. armije zamijenivši mjesto zapovjednika s Hermannom Kövessom koji je pak preuzeo zapovjedništvo nad Kirchbachovom 7. armijom. Kirchbach je s 3. armijom držao položaje u Moldaviji i Bukovini, te se nalazio u sastavu Grupe armija Böhm-Ermolli.
U ožujku 1917. postaje zapovjednikom 4. armije zamijenivši ovaj put zapovjedništvo s Karlom Tersztyanszkyjem koji je pak postao zapovjednik 3. armije kojom je do tada zapovijedao Kirchbach. Kirchbach je međutim, mjesto zapovjednika 4. armije morao zbog bolesti napustiti ubrzo nakon preuzimanja zapovjedništva. Na mjesto zapovjednika vratio se nakon izlječenja u listopadu 1917. U prosincu te iste godine dodijeljen mu je plemićki naslov grofa.
Početkom 1918. postaje guvernerom vojnog okruga sa sjedištem Odesi sa zadatkom da pacificira navedeni okrug, te organizira što bolje iskorištavanje prirodnih bogatstava okupirane Ukrajine. Međutim, zbog bolesti koja mu se ponovno vratila, ponovno je morao otići na bolovanje. Nakon oporavka tražio je od cara Karla da mu dodijeli neko zapovjedništvo, te ga je car u rujnu 1918. imenovao glavnim inspektorom austrougarskih snaga na Zapadnom bojištu koju dužnost je obavljao sve do kraja rata.

## Poslije rata
Nakon završetka rata u potpunosti se oporavio od bolesti koja ga je sprječavala u zapovijedanju tijekom Prvog svjetskog rata. Ostao je u Austriji, te je mirno živio u Lauterbachu.
Preminuo je 20. svibnja 1939. godine u 83. godini života u Scharnsteinu.

## Vanjske poveznice
(eng.) Karl von Kirchbach na stranici Austro-Hungarian-Army.co.uk

(eng.) Karl von Kirchbach na stranici Oocities.org

(rus.) Karl von Kirchbach na stranici Hrono.ru

(njem.) Karl von Kirchbach na stranici Weltkriege.at